# Petr II. Novák
Petr II. Novák († 6. února 1456, Otmuchów) byl biskupem vratislavským a knížetem niským.

## Životopis
Petr II. pocházel z vesnice Nowaki v okolí Nisy. Datum jeho narození není známo. Studoval kanonické právo ve Vídni, kde také získal doktorát. V roce 1427 se stal kancléřem biskupa Konráda. Od roku 1436 působil jako kanovník ve Vratislavi a byl správcem vratislavské katedrály. Roku 1438 jej král Albrecht II. jmenoval svým osobním kaplanem. V letech 1437–1445 byl biskupem a generálním vikářem, od roku 1442 pak proboštem katedrální kapituly. Po smrti biskupa Konráda se stal diecézním administrátorem a následně byl jmenován biskupem. Za dobu svého působení dokázal diecézi oddlužit a vykoupit množství zastavených vesnic. Nově založil okolo 120 farních kostelů, které byly zničeny během husitských válek. V roce 1453 pozval do Vratislavi Jana Kapistránského, který poté tři měsíce kázal ve slezských městech.
Petr II. Novák zemřel v roce 1456. Jeho ostatky jsou uloženy ve vratislavské katedrále.